# William Owen Pughe
William Owen Pughe (7. srpna 1759, Llanfihangel-y-Pennan – 4. června 1835, Tal-y-llyn) byl velšský lexikograf, filolog, gramatik, editor, antikvář a básník známý především pro svůj Slovník velštiny (1803, A Dictionary of the Welsh Language).

## Život
Narodil se jako William Owen v malé vesničce Llanfihangel-y-pennant v Gwyneddu v severozápadním Walesu. Když mu bylo sedm let, přestěhovala se jeho rodina na statek Egryn v Ardudwy. Jeho otec byl zkušený zpěvák, a tak již v raném věku získal zájem o velšskou poezii. Studoval na škole v Altrinchamu poblíž Manchesteru a v roce 1776 se přestěhoval do Londýna, kde žil třicet let. Zpočátku pracoval jako úředník v advokátní kanceláři, následně se stal učitelem aritmetiky na dívčí internátní škole a působil také jako soukromý učitel dětí z bohatých rodin.
V Londýně se seznámil s kožešníkem a antikvářem Owenem Jonesem, který byl jednou z nejvýznamnějších postav velšského literárního života na konci 18. a na začátku 19. století, zakladatel (roku 1781) a první prezident The Gwyneddigion Society (Cymdeithas y Gwyneddigion), londýnské velšské literární a kulturní společnosti. Owen se stal členem této společnosti roku 1783, v roce 1784 se stal jejím tajemníkem a byl jejím prezidentem v letech 1789, 1804 a 1820. Jones Owena všestranně podporoval, umožnil mu bydlet bez nájmu ve svém domě a poskytoval mu plat 100 liber ročně, aby mu pomáhal v realizaci jeho plánů. Roku 1790 se Owen oženil se Sarah Elizabeth Harperovou. Z manželství vzešly dvě dcery, Isabelle a Ellen a jeden syn, známý učenec Aneurin Owen.
Brzy po vstupu do The Gwyneddigion Society začal Owen sestavovat svůj velšsko-anglický slovník. První část slovníku vyšla roku 1793, dokončen byl roku 1803, kdy vyšel ve dvou svazcích doplněn o velšskou gramatiku. Owen rovněž přispíval do anglických periodik jako byl například The Gentleman's Magazine, redigoval anglický časopis The Cambrian Register a byl hlavním redaktorem sbírky středověké velšké literatury The Myvyrian Archaiology of Wales.
Roku 1806 se rázem změnily jeho majetkové poměry, když zemřel jeho příbuzný, reverend Rice Pughe z Nantglynu v Denbighshire a zanechal mu jako dědictví své panství. S vděčnosti přidal ke svému rodnému jménu příjmení Pughe a poté se díky soukromému příjmu mohl po celý svůj čas věnovat literární a vědecké činnosti.
Po smrti své ženy roku 1816, aby odvrátil svou mysl od této ztráty, zavázal se přeložit Ztracený ráj Johna Miltona do velštiny a překlad dokončil roku 1819. Vydal také své vlastní básně a později se zabýval hlavně přípravou vydání překladu Mabinogi, ke kterému ale nikdy nedošlo. Roku 1822 mu byl udělen na Oxfordské univerzitě titul DCL (Doctor of Civil Law, tj. Doktor civilního práva). Od roku 1825 žil většinou ve Walesu, kde o deset let později zemřel v sousedství svého rodiště v domě přítele u jezera Tal-y-llyn, kam odešel kvůli svému zdraví. Pohřben byl v Nantglynu.
Owen Pughe získal věhlas jako lexikograf a gramatik a byl považován za hlavního odborníka na velšský jazyk a na vše, co se týkalo velšské gramatiky. Jeho vliv na velšský pravopis je však nyní obecně považován za negativní. Ve svém slovníku překrucoval a měnil slova podle své teorie, že úlohou gramatika je popsat jazyk tak, jak by měl být. Velšské vzdělanosti však prokázal značnou službu. Četl pečlivě starou literaturu a podařilo se mu vysvětlit významy mnoha slov, která byla dosud všem nejasná. Jeho slovník byl neustále využíván. Díky jeho horlivosti a oddanosti se Owenovi Jonesovi podařilo vydat starou velšskou literaturu.

## Výběrová bibliografie

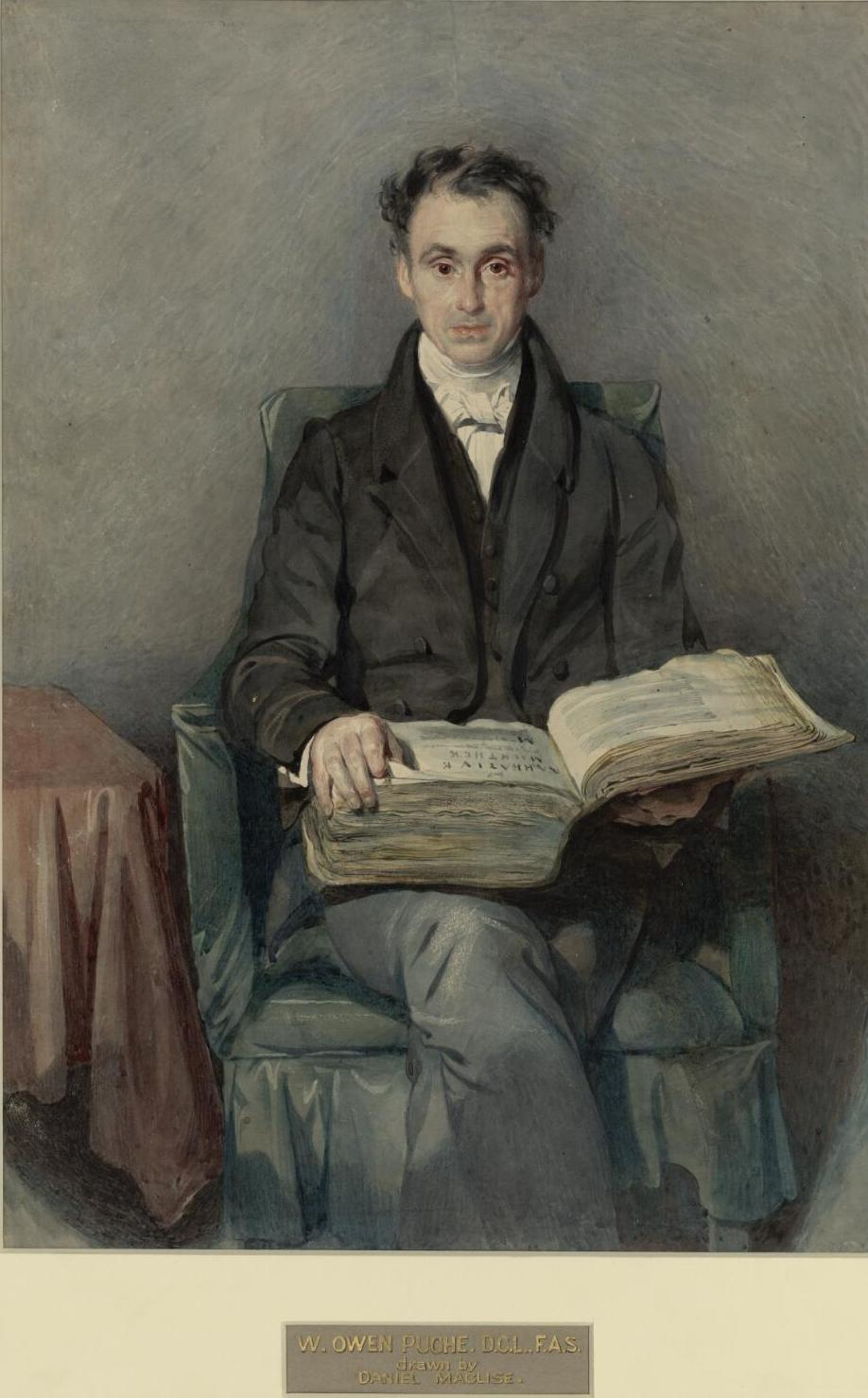
William Owen Pughe, portrét od irského malíře Daniela Maclise (kolem roku 1830)

- The Heroic Elegies and Other Pieces of Llywarç Hen (1792), překlad hrdinských elegií a dalších básní od Llywarcha Hena, prince a básníka z království Rheged z 6. století.
- The Mabinogion, or Juvenile Amusements, being Ancient Welsh Romances (1795), in Cambrian Register for the Year of 1795. pp. 177-187. Jde o překlad První větve Mabinogi: Pwyll, vládce dyvedský, který Owen jako první nazval The Mabinogion na základě chyby středověkého písaře, který předpokládal, že mabinogion je množné číslo od mabinogi.[4][5]
- Cambrian Register, tři díly (1796, 1799 a 1818), publikace věnovaná velšské historii a literatuře. Owen byl ediorem publikace.
- Myvyrian Archaiology of Wales, třídílná sbírka středověké velšské literatury (1801, 1801 a 1807). Owen byl jejím hlavním redaktorem.
- The Cambrian Biography: Or, Historical Notices of Celebrated Men Among the Ancient Britons (1803), historické poznámky o slavných mužích mezi starověkými Brity.
- A Dictionary of the Welsh Language: explained in English (1803), velšsko-anglický slovník. První část slovníku vyšla roku 1793, dokončen byl roku 1803, kdy vyšel ve dvou svazcích doplněn o velšskou gramatiku.
- Cadwedigaeth yr Iaith Gymraeg (1808), velšká gramatika.
- Dyddgoviant William Owen (1811-1835), deník napsaný ve velštině, který je součástí rozsáhlé sbírky rukopisů shromážděných autorem.
- Coll Gwynfa (1819, Ztracený ráj), Owenův překlad Miltonova Ztraceného ráje do velštiny. Jde o poměrně přesnou verzi trpící ale těžkopádnou a umělou dikcí.
- The Mabinogi: Or, the Romance of Math ab Mathonwy in The Cambrian Quarterly Magazine and Celtic Repository I., 1829, pp. 170-179. Jde o překlad Čtvrté vetve Mabinogi: Math, syn Mathonwyův.[4] Owen přeložil všechyn čtyři větve, ale k jejich vydání nedošlo.[2]